# Birds of Prey (Podivuhodná proměna Harley Quinn)
Birds of Prey (Podivuhodná proměna Harley Quinn) (v anglickém originále Birds of Prey (and the Fantabulous Emancipation of One Harley Quinn)) je americký akční film z roku 2020 režisérky Cathy Yan, natočený na motivy komiksů z vydavatelství DC Comics o superhrdinském týmu Birds of Prey. V hlavních rolích se představili Margot Robbie, která si zopakovala roli Harley Quinn ze snímku Sebevražedný oddíl (2016), Jurnee Smollett-Bell, Mary Elizabeth Winstead, Rosie Perez, Ella Jay Basco, Ewan McGregor a Chris Messina. Jedná se o osmý snímek filmové série DC Extended Universe.
Do amerických kin byl film uveden 7. února 2020.